# 聖誕朱古力
《聖誕朱古力》（日语：チョコレート・クリスマス）是日本漫画家—武内直子的第一本漫画单行本。本作除標題作外還收录了一篇名為“下雨天”（ウインク・レイン）的漫畫作品。該作是武内直子的出道以來的第一本漫畫。
作品連載於講談社出版的漫畫雜誌《Nakayoshi》1987年12月號至1988年1月號。單行本于1988年12月6日在日本發售。

## 故事內容
每個聖誕節，良子都一個人孤身度過。她望著白雪紛飛的市集與碩大的朱古力蛋糕，油然而生不甘心就這樣度過這個聖誕。這時，突然從收音機里傳來一名叫做朱古力的男性DJ主持的節目聲音，內容是“今年大概不會有人送我生日禮物吧？我最討厭一個人的聖誕節了……”，良子聽到這里，在衝動之下帶著朱古力蛋糕去電臺里尋找這位名叫朱古力的DJ，從此良子便開始了一段浪漫的愛情故事……

## 連載期刊
- 聖誕朱古力 （Nakayoshi、1987年12月號 - 1988年1月號）
- 下雨天 （Nakayoshi、1988年8月號 - 1988年10月號）